# Foston, Leicestershire
Foston är en by i civil parish Kilby, i distriktet Melton, i grevskapet Leicestershire i England. Byn är belägen 10 km från Leicester. Foston var en civil parish fram till 1935 när blev den en del av Kilby. Civil parish hade 36 invånare år 1931. Byn nämndes i Domedagsboken (Domesday Book) år 1086, och kallades då Fostone.